# Обединена Федерация от планети
Обединената Федерация на планетите (съкратено ОФП и обикновено наричана Федерацията) е междузвездно политическо обединение разположено предимно в квадрант Алфа на галактиката Млечен път. То носи някои от характеристиките на федерална република и е съставено от полу-автономни планетарни правителства и едно централно правителство, които са се съгласили да съществуват въз основа на универсалните принципи на свобода, права и равенство, както и в рамките на мирното сътрудничество да споделят знанията и ресурсите си за изследването на космоса.
Федерацията е една от най-големите сили в изследваното космическо пространство – разпростира се на 8000 светлинни години и обхваща поне 1000 населени планети, като само броя на пълноправните планети членки е над 150.
| „                    | Мечта, която се превърна в действителност и се разпростря сред звездите. | “ |
| Джеймс Т. Кърк, 2269 |                                                                          |   |

За разлика от имперските си съседи, които са изградени върху подчинението на различни раси под властта на една доминираща раса, Федерацията е изградена на основата на доброволното присъединяване на светове и равноправното им третиране в рамките на демократичното ѝ общество.
Звездният флот е създаден като един от основните инструменти за осъществяването на изследователските, научните, дипломатическите и отбранителните функции на Федерацията.
В алтернативната реалност капитан Кристофър Пайк описва Федерацията като „мироопазваща и хуманитарна армада“. (Стар Трек)

## История

### Основаване и ранна история
Зародишът на Федерацията може да бъде открит в създадения през 2154 година временен съюз между хора, вулканци, андорианци и теларити, който цели откриването на опасен ромулански кораб-дрон. Година по-късно четирите раси запазват съюзните си отношения и създават Коалицията на планетите, към която скоро се присъединяват и други раси като денубуланците, ригелианците, кориданитите и др. През следващите няколко години задълбочаването на връзките между съюзниците кулминира с официалното основаване на Обединената Федерация на планетите в Сан Франциско през 2161 година.
Още при създаването си Федерацията е заобиколена от войнствено настроени държави, а разширяването ѝ с приемането на все повече планети води до пряк сблъсък със съседни сили като Клингонската империя и Ромуланската звездна империя. През 23 век главен съперник на ОФП е именно Клингонската империя като през 2267 година се стига до открита война, която в крайна сметка е прекратена с намесата на органианците. Към края на века напрежението между двете сили намалява значително като повратна точка допринесла за това развитие се явява провелата се през 2293 година Конференция на Китомер.

### 24 век
Началото на 24 век се характеризира с безпрецедентен период на мирно изследване на галактиката. По това време Федерацията се намира в мир с основния си съперник от предишното столетие, Клингонската империя. От друга страна отношенията с ромуланците остават силно враждебни, но в рамките на една по-скоро „студена война“. Към средата на века избухват няколко локални конфликта със скоро открити раси като кардасианците, таларианците, толианцити и ценкетите.
В алтернативната времева линия създадена през 2344 година, след пропадането на USS Ентърпрайз (NCC-1701-C) във времеви разрив, Федерацията е въвлечена във война с Клингонската империя, която продължава поне до 2366 година. (Вчерашният Ентърпрайз)
Относително дългият мирен период приключва неочаквано през 2365 година, когато е осъществен първия контакт с най-голямата заплаха за съществуването на Федерацията в лицето на кибернетичната псевдо-раса на боргите. В рамките на десетилетие след това те два пъти нахлуват дълбоко в територията на ОФП и отблъскването им изисква големи жертви, късмет и проява на извънредна изобретателност. Благодарение на този сблъсък на Федерацията е припомнено, че в неизследваните кътчета на галактиката все още се таят невъобразими заплахи и опасности.
През 2370 година е осъществен първият контакт с Доминиона, който съставлява водещата политическа и военна сила в квадрант Делта на Млечния път. Пораженията, които претърпява Кардасианския съюз по това време го карат доброволно да се превърне в част от Доминиона и така да му осигури плацдарм за нахлуване в квадрант Алфа на галактиката. Скоро след това избухналата голяма война между главните политически сили в квадранта се превръща в опасност засягаща самото съществуване на Федерацията дотолкова, че тя е принудена да се съюзи с Клингонската империя и дори с Ромуланската звездна империя. Макар че съюзниците излизат като победители от конфликта в хода му редица важни планети членки на ОФП, сред които Бетазед, Коридан и Бензар са атакувани или временно окупирани от силите на Доминиона. В хода на тази най-кървава в историята на Федерацията Звездният флот губи хиляди кораби и понася жертви измервани в милиони. През 2375 година дори Земята е подложена на изненадваща атака от страна на присъеденилата се към Доминиона раса брийн.
Положителна последица от войната е възможността за установяването на нови по-приятелски взаимоотношения между Федерацията и доскорошните и съседи съперници, най-вече с ромуланците. В този дух през 2379 година USS Ентърпрайз (NCC-1701-E) се съюзява с ромулански кораби, за да победи реманския претор Шинзон, който има намерения да унищожи Земята и Ромуланската звездна империя. Този успех вдъхва надежди, че ромуланците могат да се превърнат от традиционни врагове в приятели.

### Късна история
Към 26 век е възможно Клингонската империя и раси като Итенитите и Кзиндите да са се присъединили към Федерацията.
През 50-те години на същия век Федерацията изиграва решаваща роля за осуетяване нашествието на враг наречен Строителите на сфери. Този успех подтиква Строителите на сфери да се опитат да предотвратят самото създаване на ОФП през 22 век като манипулират Кзиндите да унищожат Земята.
В хода на тази времева линия към 31 век Федерацията е въвлечена в „Студената времева война“ като в рамките ѝ тя се опитва да предпазва историята си от времеви намеси, които биха я променили коренно.

## Местоположение и размер
Федерацията е разположена в квадрантите Алфа и Бета на галактиката Млечен път. Към 70-те години на 24 век територията ѝ се простира на 8000 светлинни години. Броят на пълноправните планети членки по това време е над 150, а на колониите, ползващи се с известна автономност, над 1000. Основните съседни на Федерацията сили са Клингонската империя, Ромуланската звездна империя, Кардасианския съюз и Ференгийския алианс. Други по-малки съседни сили са Ценкетите, Толианското събрание, Брийнската конфедерация и Кзиндите.

## Държавно устройство
Федерацията е република притежаваща черти сходни с тези на представителната демокрация. Основните ѝ държавни институции са разположени на Земята, която играе роля на де факто столица.
Същността на политическото и държавно устройство на Федерацията не е ясна. Подялбата на компетенции между „федералното“ правителство и правителствата на планетите членки също не е ясна, но от редица епизоди може да се направи извод, че Федерацията държи местните власти да упражняват суверенитет над вътрешните си работи. В съответствие с това световете са оставени да ръководят управлението си съобразно собствените си традиции и право, стига те да спазват общите изисквания за членуване във Федерацията, което е сходно с положението на страните-членки на Европейския съюз.
Все пак в определени извънредни случаи федерационното право дава възможност на „федералното“ правителство да се намесва в местното управление и обявява военно положение на територията на свят членуващ във Федерацията.

### Изпълнителна власт
Изпълнителната власт е отговорна за воденето и управлението на ежедневните дела на правителствено ниво. Тя се оглавява от демократично избран президент, който служи едновременно като държавен глава и ръководител на правителството. Като такъв президентът играе водеща роля в определянето на външната политика, бюджетната политика и служи като върховен главнокомандващ на военните сили на Федерацията. Президентът има седалище в разположения на земния континент Европа град Париж.
Федерацията поддържа редица изпълнителни агенции, които подпомагат политиката ѝ. Сред тях са:
- Археологически съвет
- Астрономически комитет
- Бюро за земеделските работи
- Бюро за индустриализацията
- Бюро по планетарните договори
- Департамент за времеви разследвания
- Департамент по картографията
- Звезден флот
- Земна съобщителна компания
- Командване на тераформирането
- Научно бюро
- Научен съвет
- Федерационен морски патрул
- Федерационна новинарска мрежа
- Федерационна новинарска служба
- Централно бюро по пенология

В допълнение съществува и сенчестата агенция, известна като Отдел 31, чиито представители твърдят, че действат в името на Федерацията.

### Законодателна власт
Съветът на Федерацията е еднокамарното законодателно тяло на Федерацията. Той е съставен от представители на всеки свят-член и притежава властта да създава и променя федерационното законодателство. Съветът има голямо влияние над дейността Звездния флот като понякога издава операционни заповеди и служи като съд за специални военни процеси. Съветът участва и в определянето на външната политика на Федерацията.
Сградата, в която съвещава Съветът на Федерацията е разположена в земния град Сан Франциско.

### Съдебна власт
Съдебната власт отговаря за разрешаването на правните спорове. Изградена е от йерархично подредени съдилища, най-висш от които е Федерационния върховен съд. Съдилищата понякога включват и гражданско участие под формата на жури. Федерационното голямо жури изслушва свидетелски показания част от криминални разследвания, а Федерационното специално жури съди военнопрестъпници. Паралелно с гражданските съдилища съществува и система от военни съдилища поддържана от Звездния флот.

### Федерационно право
Основните принципи на федерационното право се извличат от два важни документа:
Хартата на Федерацията, която е документът подписан и ратифициран от първоначалните планети-членове на Федерацията при създаването ѝ през 2161 година.
Конституцията на Федерацията, която прокламира и изброява основните права на всяко разумно същество известни в своята цялост като „Гаранциите“.
Отношението между Конституцията и Хартата на Федерацията не е ясно, но и двете съдържат права на индивидите. Възможно е Хартата да определя условията за членство, а Конституцията да регламентира основните принципи, структурата на управление и гражданските права, върху които е изградена ОФП, и на които се подчиняват нейните членове.
Други граждански права се извличат от:
Федерационният съдебен кодекс, който съдържа разпоредби и насоки отнасящи се до правните въпроси.
Общите заповеди и наредби на Звездния флот, които представляват редица указания и ръководни принципи предписващи необходимия етикет на поведение и политика при определени ситуации.
Единният кодекс на федерационното правосъдие, които формулира законовата основа на процеса пред военния съд на Звездния флот.

### Изследователска дейност и отбрана
Службата, която Федерацията поддържа и натоварва с изследването на дълбокия космос и отбраната е Звездният флот. Неговата основна цел е разширяването на общите познанията за галактиката, науката и технологията. Наред с това флотът осъществява и важни дипломатически функции тъй като служещите в него често се сблъскват с нови култури и цивилизации, което ги натоварва с ролята на първи официални дипломатически представители на Федерацията. Освен това корабите на флота са често използвани за превозване на посланици по време на техите мисии.

## Икономика
При основаването на Федерацията, през 22 век, капитализмът вече не е доминиращата икономическа система на Земята, а е заменен от Новата световна икономика. Според Том Парис по това време „парите поемат по пътя на динозаврите“.
В рамките на новата икономическа система материалните нужди и парите не съществуват, хората не са обзети от стремежа за непрекъснато трупане на материално богатство, а гладът и всякакви лишения са елиминирани. Предизвикателството за всеки индивид и негова движеща сила са желанието да усъвършенства себе си и цялото човечество.
Макар и почти всички необходими стоки и услуги да се предоставят от Федерацията някои луксозни предмети могат да се придобият чрез федерационни кредити, а бизнес извършван от представители на чужди култури се допуска на федерационните космически станции.
Федерацията поддържа търговски отношения с други цивилизации чиито икономики са основани на парите като Ференгите.

### Членство
Членството във Федерацията е следствие от покана или удовлетворянето на молба на свят или цивилизация, който желае да се присъедини. Вторият случай е възможен единствено при изпълнението на редица критерии. На първо място правителството-кандидат подава молба до Съвета на Федерацията, с което изразява желанието си стане член. Това действие е последвано от продължително и подробно изследване на културата, която то представлява с цел да се установи дали тя в действително споделя основните принципи и ценности на Федерацията.
Други важни изисквания на които трябва да отговарят кандидатите са:
-трябва да притежава напреднало ниво на технология, под което се разбира способността да се пътува по-бързо от скоростта на светлината.
-правителството трябва да е достигнало стабилна обединеност на планетарно ниво и да уважава правата на индивида.
-упражняването на каквато и да е дискриминация да е забранено.

## Членове на Федерацията
| 1.                                                                           | Ааамаззарити | 13. | Аркенити      | 39. | Кашийта     | 53. | Селей         |     |             |
| 2.                                                                           | Андорийци    | 16. | Банди         | 29. | Деианци     | 42. | Медузанци     | 56. | Тесенци     |
| 14.                                                                          | Атреанци     | 27. | Coridanites   | 40. | Казарити    | 54. | Shamin Priest |     |             |
| 15.                                                                          | Бажоранци    | 28. | Cygnetian     | 41. | Klaestron   | 55. | Теларити      |     |             |
| 3.                                                                           | Андрозанци   | 17. | Benzite       | 30. | Делтанци    | 43. | Megarite      | 57. | Tiburite    |
| 4.                                                                           | Антедеанци   | 18. | Берелианци    | 31. | Денобуланци | 44. | Mynieni       | 58. | Трил        |
| 5.                                                                           | Антисанци    | 19. | Беренгарианци | 32. | Ефрозианци  | 45. | Напеанци      | 59. | Улианци     |
| 6.                                                                           | Антозийци    | 20. | Бейтазоиди    | 33. | Ел Гатаркан | 46. | Орионци       | 60. | Вулканци    |
| 7.                                                                           | Арбазанци    | 21. | Betelgeusian  | 34. | Елейзианци  | 47. | Peliar Zelian | 61. | Кселатианци |
| 8.                                                                           | Аркадианци   | 22. | Болианци      | 35. | Grazerite   | 48. | Преларианци   | 62. | Закдорн     |
| 9.                                                                           | Арктурианци  | 23. | Brecon        | 36. | Халийци     | 49. | Ramatian      | 63. | Залданци    |
| 10.                                                                          | Ардананци    | 24. | Bynar         | 37. | Хора        | 50. | Rhaandarite   | 64. | Zaranite    |
| 11.                                                                          | Аргелианци   | 25. | Бззит Кахт    | 38. | K'normian   | 51. | Ригелианци    |     |             |
| 12.                                                                          | Ariolo       | 26. | кайтианци     | 52. | Саурианци   |     |               |     |             |
| - Основатели на Федерацията са: андорийците, хората, теларитите и вулканците |              |     |               |     |             |     |               |     |             |